# Iglesia de San Pedro (Lendoño de Arriba)
La iglesia de San Pedro es un edificio situado en la entidad de población española de Lendoño de Arriba, en la provincia de Vizcaya.

## Descripción
El edificio se encuentra en la entidad de población española de Lendoño de Arriba, del municipio de Orduña, perteneciente a la provincia de Vizcaya, en la comunidad autónoma del País Vasco. Se menciona como iglesia parroquial del lugar en el décimo volumen del Diccionario geográfico-estadístico-histórico de España y sus posesiones de Ultramar de Pascual Madoz, donde aparece descrita con las siguientes palabras: «igl. parr. (San Pedro) servida por un beneficiado perpetuo con título de cura, el cual está unido á otro beneficio de media racion en Lendoño de Abajo».